# Старий Аргабаш
Старий Аргаба́ш (рос. Старый Аргабаш) — присілок в Кізнерському районі Удмуртії, Росія.
Населення становить 132 особи (2010, 168 у 2002).
Національний склад (2002):
- удмурти — 80 %

Урбаноніми:
- вулиці — Молодіжна, Нова, Польова, Річкова, Центральна